# 교육사학
교육사학(敎育史學)이란 교육학의 기초과학으로 과거의 교육사실(敎育史實)의 발달 및 변천과정을 체계적으로 서술하는 분야이다.

## 개요
교육사에 대한 체계적 연구는 18세기에 이르러 구미사회의 변혁기에 각국의 위정자들이 교육에 대한 중요성을 자각하고, 국가가 제도적으로 교육을 실시하려는 데서 비롯된다. 교육사에 관한 저술로서 오랜 것은 플루리(C. Fleury)의 <연구의 선택과 방법에 관하여>(1675)라고 하는데, 이것은 문예부흥 이전의 교육에 대하여 쓴 것이다. 슈바르츠(H. Schwarz)가 1892년에 그의 저서 <교육학>의 앞에 쓴 <교육사>는 고대국가의 포괄적인 교육사를 쓴 것인데, 이것이 가장 최초의 체계적인 저술이라고 한다.
1847년 라우머(K. G. von Raumer)가 쓴 일종의 교육자 열전(列傳)인 <교육사>는 교육사 서설의 정식(定式)으로 되어, 그 뒤 교육자의 일생을 소개하는 많은 교육사가 나오게 되었다. 이런 영향 밑에 널리 세상에 보급된 교육사(史)로 퀵(R. H. Quick)의 <교육개혁가평전(敎育改革家評傳)>이 있다. 그 후 각 민족과 교육가의 교육사상을 구체적 교육실천과 결부시켜서 쓴 교육사가 많이 나왔는데, 이러한 것이 20세기의 30년대까지의 지배적인 경향이었으며, 특히 몬로(P. Monroe)의 교육사 저술이 유명하다.

## 서술
사람마다 교육사를 서술하는 데는 차이가 있다. 즉 각 개인의 사관(史觀)에 따라 구별되는 특색을 보면 ① 각 시대나 국가의 교육현상에 대해 정치적·경제적·사회적 배경의 이해를 중시하는 문화사적 접근법, ② 교육의 실제보다는 당대에 있어서나 그 후세에 영향을 떨친 교육자·교육이론가를 중시하는 인물중심 접근법, ③ 현실적 교육문제에 초점을 두고 각 시대별로 고찰하는 문제사적 접근법 등으로 나눌 수 있다.

## 의의
교육사 연구는 교육이론과 교육실제에 대한 역사적 고찰을 통해 현대교육의 제 이론과 실제에 대하여 잘 이해할 수 있게 한다. 그리고 교육사를 통해 고래(古來)의 교육적 성공과 실패의 자취를 살필 수 있으므로 현대의 여러 교육현상에 대한 올바른 판단과 교육적 식견을 가질 수 있다. 교육사는 과거 교육자의 업적을 밝혀주므로 전문적 교육에 종사하는 사람들에게 자각의 환기와 신념을 고취한다.

## 과제
교육사의 학문적 발전을 위해서 해결되어야 할 점으로는 다음과 같은 것을 지적할 수 있다. (1) 대학 및 대학원 과정(課程)에서 교육사관계 강의와 전공분야를 신설함으로써 전공자 배양(培養)과 연구의 심화(深化)를 위해 힘써야 될 것이다. (2) 각 교육연구소에 교육사연구실을 신설하여 이 방면의 연구과제의 추진과 전공자 배양을 촉진하는 계기를 만들어 이 분야 연구자의 활동을 지원할 필요가 있다. (3) 교육사연구를 위한 사료(史料)의 수집·정비를 위해 교육정보 센터 및 교육박물관의 신설이 요망된다 하겠다.

## 같이 보기
- 교육사 (교육의 역사)